# Минут срца мог
Минут срца мог је први акустични албум хрватске поп певачице Јелене Розге. Издат је 14. новембра 2022. у издању Croatia Records и Tonika Records. Албум се састоји од акустичних препева 19 песама снимљених у периоду док је била певачица поп бенда Магазин и током њене соло каријере.
Промоција албума у Србији и ширем региону Балкана одржана је у новембру 2022. Први сингл са албума „Зар је љубав спала на то“ са Матијом Цвеком заједно са музичким спотом „Гризем“, оригинално снимљен за други студијски албум Бижутерија. У Загребу је 17. децембра 2022. почела пратећа истоимена турнеја у знак промоције албума, а потом је настављена концертима у другим земљама Балкана.

## Позадина
Розга је током интервјуа 2019. први пут објавила своје планове за рад на акустичном албуму. До концепције албума дошло је након моменталног успеха њеног акустичног мешаног извођења три њене песме „Опрости мала“, „Опијум“ и „С друге стране Мјесеца“ на Јутјуб каналу Народног радија. Одлучила је да заједно са својим продуцентом и главним сарадником Тончијем Хуљићем одабере неке од својих старијих песама, у време када је била певачица групе Магазин, и направи акустичне прераде. Иако је у почетку желела да то буде дупли албум у који би могла да убаци многе своје дискографије од преко 100 песама, Розга, Тончи и Вјекослава Хуљић су на крају избором од 17 песама.
9. септембра 2022. је објавила на Инстаграму и том приликом је замолила фанове да јој помогну око наслова албума. 15. септембра 2022. потврдила је да ће наслов албума бити Минут срца мог. Певачица је током интервјуа открила да, иако је само уводна песма „Зар је љубав спала на то” инструментално и музички преаранжирана, остале песме су у оригиналној форми само свиране и певане уживо. Неки нови укључени инструменти укључују француске хармонике и медитеранске мандолине.
Коначна листа песама садржала је 19 песама, од којих је 17 ауторских песама Розге које је изводила у периоду када је била певачица групе Магазин или током њене соло каријере. Поред тога, албум садржи две обраде, једну од „Ти си жеља мог живота” Магазина у периоду када је Љиљана Николовска била певачица бенда и другу „Рано”, коју је првобитно извела хрватска поп певачица Минеа.

## Промоција
Током саопштења за јавност и интервјуа у августу 2022., Розга је открила неке од 19 акустичних прерада са листе песама на албуму, укључујући „Ти си жеља мог живота“, „Не тиче ме се“, „Дани су без броја“, „Је л’ због ње“, „Гинем“, „Опијум“, „Гризем“ итд. Розга је 3. новембра 2022. открила да ће промоција албума бити 14. новембра 2022. у Загребу. Розга је 13. новембра путем Инстаграма објавила да ће албум, чију листу нумера и уметничка дела поделила са својим фановима, бити доступан следећег дана и на Јутјубу и на другим платформама за стриминг.

### Турнеја
У мају 2022. Розга је најавила своју трећу концертну турнеју у знак промоције албума. Након објављивања акустичне компилације, турнеја је преименована. Турнеја је почела у Арени Загреб 17. децембра 2022. Турнеја је обишла и веће градове у другим земљама, као што су Скопље, Сарајево и Љубљана.

## Списак песама
| №               | Назив                    | Трајање |  |
| 1.              | Минут срца твог          | 4:51    |  |
| 2.              | Небо боје моје љубави    | 3:48    |  |
| 3.              | С друге стране Мјесеца   | 4:16    |  |
| 4.              | Дани су без броја        | 3:52    |  |
| 5.              | Роба с грешком           | 4:06    |  |
| 6.              | 'Ко ме зове              | 3:45    |  |
| 7.              | Циркус                   | 4:05    |  |
| 8.              | Је л' због ње            | 3:28    |  |
| 9.              | Минус и плус             | 4:08    |  |
| 10.             | Соло играчица            | 3:38    |  |
| 11.             | Гинем                    | 4:12    |  |
| 12.             | Опијум                   | 3:18    |  |
| 13.             | Ти си жеља мог живота    | 4:11    |  |
| 14.             | Зар је љубав спала на то | 4:30    |  |
| 15.             | Рано                     | 3:13    |  |
| 16.             | Пророк                   | 4:20    |  |
| 17.             | Не тиче ме се            | 3:35    |  |
| 18.             | Гризем                   | 3:59    |  |
| 19.             | Опрости мала             | 3:04    |  |
| Укупно трајање: | Укупно трајање:          | 74:19   |  |

## Топ листе

### Недељна листа
| Листа     | Највиша позиција |
| --------- | ---------------- |
| ХР топ 40 | 1                |

### Полугодишња листа
| Листа | Највиша позиција |
| ----- | ---------------- |
| ХДУ   | 12               |